# Β-damascone
Il β-damascone è una sostanza derivante dalla degradazione dei carotenoidi che contribuisce al profumo della rosa.